# Knížata z Montenuovo
Knížata z Montenuovo byla význačný šlechtický rod, který získal rakouský knížecí titul roku 1864. Mužská linie pocházela z franko-švábských hrabat z Neippergu a ženská linie z císařského rodu Habsbursko-lotrinské dynastie. Rod vymřel v mužské linii v roce 1951.

## Historie
Hrabata z Neippergu, starý šlechtický rod původem ze Švábska, byl od 12. století spojen s hradem Neuberg poblíž německého Heilbronnu v Bádensku-Württenbersku. Tehdy to byli říšští rytíři. Jeden z nich zdědil zřejmě na konci 12. století velká území a majetky ve Vogtlandu, kde si u dnešní Aše založil hrad Neuberg s osadou Neuberg. Větev, která zůstala na hradě v Německu, přejmenovala svojí část hradu na Neipperg, a od té doby se i tak nazývala.
Linie Montenuovo vznikla z morganatického sňatku Adama Alberta hraběte Neipperga a Marie Louisy Habsbursko-Lotrinské, vdovy po Napoleonu Bonaparte. Jejich potomci přijali jméno Montenuovo, což je volný italský překlad staroněmeckého Neipperg (moderní němčinou Neuberg, tj. „nová hora“).